# Liste der Präsidenten der Hamburgischen Bürgerschaft
Die Liste der Präsidenten der Hamburgischen Bürgerschaft enthält die Präsidentinnen und Präsidenten des Parlaments der Freien und Hansestadt Hamburg.

## Liste der bisherigen Präsidenten Hamburgischen Bürgerschaft
- 1859–1861: Johannes Versmann
- 1861–1863: Isaac Wolffson
- 1863–1865: Hermann Baumeister
- 1865–1867: Georg Ferdinand Kunhardt
- 1868–1869: Hermann Baumeister
- 1869: Johann A. T. Hoffmann
- 1869–1877: Hermann Baumeister
- 1877–1885: Gerhard Hachmann
- 1885–1892: Otto Wilhelm Mönckeberg
- 1892–1902: Siegmund Hinrichsen
- 1902–1913: Julius Engel
- 1913–1919: Alexander Schön
- 1919–1920: Berthold Grosse (SPD)
- 1920–1928: Rudolf Ross (SPD)
- 1928–1931: Max Hugo Leuteritz (SPD)
- 1931–1933: Herbert Ruscheweyh (SPD)
- 1933: Fritz Meyer (NSDAP)

Am 14. Oktober 1933 wurde die Bürgerschaft aufgelöst.
- 1946: Herbert Ruscheweyh (durch die britische Besatzungsmacht ernannt)
- 1946–1960: Adolph Schönfelder (SPD)
- 1960–1978: Herbert Dau (SPD)
- 1978–1982: Peter Schulz (SPD)
- 1982–1983: Martin Willich (CDU)
- 1983–1986: Peter Schulz (SPD)
- 1986–1987: Martin Willich (CDU)
- 1987: Elisabeth Kiausch (SPD)
- 1987–1991: Helga Elstner (SPD)
- 1991–1993: Elisabeth Kiausch (SPD)
- 1993–2000: Ute Pape (SPD)
- 2000–2004: Dorothee Stapelfeldt (SPD)
- 2004–2010: Berndt Röder (CDU)
- 2010–2011: Lutz Mohaupt (parteilos)
- 2011: Dorothee Stapelfeldt (SPD)
- seit 2011: Carola Veit (SPD)